# Ручний кулемет Калашникова
7,62-мм ручний кулемет Калашникова (також РПК — від рос. Ручной пулемёт Калашникова, Індекс ГРАУ — 6П2) — радянський ручний кулемет, створений на основі автомата АКМ. Прийнятий на озброєння радянської армії в 1961 році. Замінив зовні схожий ручний кулемет Дегтярьова завдяки кращій уніфікації з іншою стрілецькою зброєю, що знаходилась на озброєнні армії.
Ствол РПК в польових умовах замінити неможливо. Живлення РПК можливе з магазинів стандартного автомата Калашникова калібру 7,62 мм, магазинів підвищеної місткості (40 патронів) або з барабанних магазинів (75 набоїв). Приціл отримав можливість введення бічних виправлень на вітер. Існують варіанти: десантний варіант зі складним прикладом (РПКС, Індекс ГРАУ — 6П8); з кріпленням під нічний або оптичний приціл (РПКН, РПКСН).
У 1974 році у зв'язку з переходом на патрон 5,45×39 мм на озброєння прийнята модифікація РПК-74 відповідного калібру, однак існує сучасний варіант РПК-203 під патрон 7,62×39 мм.
Ручний кулемет РПК був прийнятий на озброєнні в арміях понад 20 країн. В деяких країнах виготовляють його варіанти або копії. Наприклад, в Югославії випускали ручні кулемети «системи Калашникова» 72В1 під набій 7,62×39 мм, який відрізнявся введенням на частини довжини ствола оребрення і 72АВ1 з металевим прикладом. Експортна модифікація кулемета 77В1 під набій НАТО 7,62×51 мм НАТО мала коробчатий магазин іншої форми і рукоятку для перенесення. Разом з автоматами 80 і 80А в рамках сімейства зброї під 5,56×45 мм (M193) випускали ручний кулемет моделі 82 з постійним прикладом та 82А зі складаним, обидві моделі мали рукоятку для перенесення. В свою чергу югославські кулемети поставляли в деякі країни — наприклад, в Ірак потрапив М72В1. Китайські копії Тип 73 і 81, зберегли загальну схему ручного кулемета РПК, однак мають ряд відмінностей. У Фінляндії виготовляли ручний кулемет М78 «Валмет».

## Історія
Ідея уніфікації автоматичного стрілецького озброєння на основі одного патрона і однієї системи відпрацьовувалася в СРСР раніше за інші країни, і була реалізована раніше і повніше.
У березні 1953 управління стрілецького озброєння ГАУ розробило тактико-технічні вимоги на уніфіковані зразки автоматичної зброї — новий, «легкий» автомат і ручний кулемет. У 1956 р. пройшли випробування «легких» автоматів і ручних кулеметів М. Т. Калашникова, Г. А. Коробова, А. С. Константинова, В. В. Дегтярьова і Г. С. Гаранина. Ручний кулемет мав замінити ручний кулемет РПД (зразка 1944 р.) під той же автоматний патрон зразка 1943 р., що перебував на озброєнні мотострілецьких, парашутно-десантних відділень та відділень морської піхоти. Тактико-технічне завдання передбачало крім безумовного збереження бойових характеристик, досягнутих на 7,62-мм РПД, суттєве зменшення трудомісткості виготовлення і маси кулемета.
У 1961 р. на озброєння надійшов «ручний кулемет Калашникова» (РПК, індекс 6П2), уніфікований з прийнятим двома роками раніше автоматом АКМ. РПК — автоматична стрілецька зброя мотострілецького відділення, призначена для знищення живої сили й ураження вогневих засобів противника. Із заміною карабінів СКС модернізованим автоматом АКМ, а ручного кулемета РПД на РПК автоматична зброя в ланці відділення-взвод стала повністю уніфікованою за патроном і системою.
Широка уніфікація вузлів і деталей ручного кулемета з вже освоєними АКМ істотно спростила виробництво РПК, його вивчення у військах (особливо тому, що система АК — одна з найпростіших у вивченні та освоєнні), забезпечила ручному кулемету надійність роботи базового зразка. Важливе значення має простота розбирання, догляду та ремонту. Схема пристрою РПК аналогічна автомату АКМ, більша частина їх вузлів і деталей взаємозамінні — ідентичність деталей, що регулярно перевіряється, забезпечує широку придатність до ремонтів зброї у військових майстернях і на арсеналах військових округів. Однак, для виробництва уніфікація автомата з ручним кулеметом мала і зворотний бік — вимоги по живучості деталей уніфікованого сімейства визначалися вимогами по живучості до ручного кулемета. Виробником РПК став Вятсько-Полянський машинобудівний завод «Молот».

## Відмінності від АКМ
Відмінність РПК від АКМ полягає у внесенні таких конструктивних змін:
1. ствол подовжений для збільшення початкової швидкості кулі з 715 м/с до 745 м/с;
2. посилений вкладиш ствольної коробки;[3]
3. збільшена маса ствола для забезпечення інтенсивнішого режиму вогню в порівнянні з АКМ;
4. забезпечений легкими складними сошками (закріпленими в дуловій частині ствола) для забезпечення стійкості при стрільбі;
5. збільшена місткість магазина кулемета (секторного — до 40 патронів, дискового — до 75 патронів) для збільшення бойової скорострільності;
6. приклад виконаний за формою приклада ручного кулемета Дегтярьова для зручності стрільби (витончена шийка приклада дозволяє при стрільбі з упору охоплювати його лівою рукою);
7. приціл забезпечений ціликом, що можна зсувати для врахування впливу зовнішніх умов на влучність стрільби кулемета РПК.

## Характеристики
Ефективна дальність стрільби з РПК:
- 800 м по наземних цілях,
- 500 м по повітряних цілях.

Дальність прямого пострілу:
- 365 м по грудній фігурі,
- 540 м по фігурі, що біжить.

Дулова енергія кулі — 2206 Дж.
Бойова скорострільність:
- до 150 пострілів на хвилину — при стрільбі чергами,
- до 50 пострілів на хвилину — при стрільбі одиночними.

Вимоги нормального бою одиночними для РПК:
- всі чотири пробоїни вміщаються в круг діаметром 15 см;
- середня точка влучення відхиляється від контрольної точки не більше 5 см в будь-якому напрямку.

Вимоги нормального бою чергами для РПК:
- не менше шести пробоїн з восьми вміщається в круг діаметром 20 см;
- середня точка влучення відхиляється від контрольної точки не більше 5 см в будь-якому напрямку.

Перевірка бою здійснюється стрільбою по чорному прямокутнику висотою 35 см і шириною 25 см, укріпленому на білому щиті висотою 1 м і шириною 0,5 м. Дальність стрільби — 100 м, положення — лежачи з сошками, патрони — з звичайною кулею, приціл — 3, цілик — 0.
Показники сумарного розсіювання куль при стрільбі короткими чергами з сошки з підготовленого до нормального бою РПК:
| Відстань стрільби, м | Серединні відхилення за висотою, см | Серединні відхилення за шириною, см | Серцевинні смуги за висотою, см | Серцевинні смуги за шириною, см | Енергія кулі, Дж |
| -------------------- | ----------------------------------- | ----------------------------------- | ------------------------------- | ------------------------------- | ---------------- |
| 100                  | 8                                   | 8                                   | 25                              | 25                              | 1677             |
| 200                  | 17                                  | 17                                  | 50                              | 50                              | 1255             |
| 300                  | 25                                  | 25                                  | 75                              | 75                              | 922              |
| 400                  | 33                                  | 33                                  | 101                             | 101                             | 667              |
| 500                  | 41                                  | 41                                  | 127                             | 126                             | 490              |
| 600                  | 50                                  | 49                                  | 153                             | 152                             | 382              |
| 700                  | 59                                  | 58                                  | 180                             | 178                             | 324              |
| 800                  | 68                                  | 67                                  | 209                             | 204                             | 294              |
| 900                  | 78                                  | 75                                  | 239                             | 230                             | 265              |
| 1000                 | 92                                  | 84                                  | 281                             | 257                             | 235              |

Де серединне відхилення — половина ширини центральної смуги розсіювання, що вміщає 50 % всіх влучень, а серцевинна смуга — смуга розсіювання, що містить в собі 70 % влучень.
Сумарні серединні відхилення на дальності 800 м (вертикальне і по ширині):
- РПД — 46 і 43 см[6].
- РПК — 68 і 67 см[1].

## Будова
РПК складається з таких основних частин і механізмів:
- ствол зі ствольною коробкою, прицільним пристосуванням, сошкою і прикладом;
- кришка ствольної коробки;
- затворна рама з газовим поршнем;
- затвор;
- поворотний механізм;
- газова трубка зі ствольною накладкою;
- ударно-спусковий механізм;
- цівка;
- магазин.

У комплект РПК входять: приналежність (шомпол, протирка, йоржик, викрутка, виколотка, шпилька, пенал і маслянка), ремінь, чохол і сумки для перенесення магазинів.

### Прицільне пристосування
Прицільне пристосування РПК складається з мушки і прицілу, який складається з колодки прицілу, пластинчастої пружини, прицільної планки, цілика й хомутика. На верхній і нижній сторонах прицільної планки нанесені шкали з поділками від 1 до 10 (дальність стрільби в сотнях метрів), а на стінці гнізда цілика — шкала з десятьма поділками для бічних поправок, кожне з яких відповідає двом тисячним дальності стрільби.
До кулеметів пізніших випусків додається пристосування для стрільби вночі (самосвітна насадка), що складається з відкидного цілика з широким прорізом (встановлюється на прицільній планці) і широкої мушки (надівається на мушку зброї зверху), на які нанесені крапки, що світяться. Дане пристосування не відділяється в процесі експлуатації — при стрільбі вдень мушка і цілик відкидаються вниз, не заважаючи користуватися стандартними прицільними пристосуваннями.

### Принцип дії
Автоматика має газовий рушій з довгим ходом поршня, тобто діє за рахунок відводу порохових газів через бічний отвір в стінці ствола, а газовий поршень зі штоком жорстко пов'язаний з рамою затвора. Замикання затвора здійснюється його поворотом, при цьому два бойових виступи затвора заходять у відповідні пази вкладиша ствольної коробки. Рукоятка перезарядження розташована праворуч і виконана разом з рамою затвора. У поздовжньому каналі затворної рами поміщена зворотна пружина. Задній упор напрямного стрижня зворотної пружини служить засувкою штампованої кришки ствольної коробки. Високі вимоги щодо живучості ствола, використання куль зі сталевою серцевиною і біметалевою оболонкою вимагало заходів з підвищення ресурсу ствола, тому канал ствола, патронник і шток рами затвора з поршнем піддавали хромуванню.
Ударний механізм — куркового типу з обертовим на осі курком і П-подібною крученою бойовою пружиною. Спусковий механізм допускає ведення автоматичного і одиночного вогню. Єдина поворотна деталь виконує функції перекладача видів вогню і прапорцевого запобіжника. У положенні «запобіжник» вона блокує спусковий гачок, шептала одиночного й автоматичного вогню і перешкоджає руху назад затворної рами, частково перекриваючи поздовжній паз між ствольною коробкою та її кришкою. Автоспуск утримує курок у зведеному положенні до повного замикання каналу ствола. Постріл проводиться з переднього шептала, але при важкому стволі та веденні вогню переважно короткими чергами це не підвищує ризик мимовільного пострілу через розігрів патронника.
Магазинна система живлення змусила розробити магазини більшої, ніж у автомата, місткості — коробчатий, секторної форми, з дворядним розташуванням 40 патронів і барабанний місткістю 75 патронів. Патрони в барабанному магазині розміщуються за твірною в равликоподібному струмку, утвореному нерухомими спіралями корпусу і кришки магазина. Просування патронів по спіралі до горловини магазина забезпечує обертовий подавач з пружиною, що заводиться при спорядженні магазина патронами. Магазини РПК взаємозамінні з автоматним.

### Патрони
Стрільба з РПК ведеться патронами зразка 1943 року (7,62×39) з такими типами куль:
- звичайна зі сталевою серцевиною призначена для ураження живої сили противника, розташованого відкрито або за перешкодами, що можна пробити кулею. Оболонка — сталева покрита томпаком, серцевина — сталева, між оболонкою і серцевиною — свинцева сорочка. Не має розпізнавального забарвлення.
- трасуюча призначена для встановлення цілі і коригування вогню на відстані до 800 м, а також ураження живої сили противника. Серцевина складається зі сплаву свинцю з сурмою, за ним знаходиться стаканчик з запресованим трасуючим складом. Колір кулі — зелений.
- бронебійно-запальна призначена для запалювання горючих рідин, а також ураження живої сили, яка знаходиться за легкоброньованими укриттями на відстанях до 300 м. Оболонка — з томпаковим наконечником, серцевина — сталева зі свинцевою сорочкою. За серцевиною в свинцевому піддоні знаходиться запальний склад. Колір головної частини — чорний з червоним паском.

## Оператори
| - СРСР - Росія - Албанія - Афганістан - Болгарія: випускає компанія Arsenal під назвою LMG в варіантах під патрони 7,62×39 мм, 5,45×39 мм та 5,56×45 мм. - Угорщина - Гвінея-Бісау - Джибуті - Зімбабве - Ірак - Іран - Ємен - Кабо-Верде - Північна Корея: под обозначением Type 64. - Колумбія - Коморські Острови - Куба - Латвія - Литва - Малі | - Мальта - Мозамбік - Монголія - Нігерія - Нікарагуа - Польща - Республіка Конго - Румунія: Випускає фабрика Fabrica de Arme Cugir SA під назвою Puşcă Mitralieră model 1964 - Сейшельські Острови - Сирія - Сомалі - Судан - Танзанія - Уганда - Узбекистан - Центральноафриканська Республіка - Чад - Екваторіальна Гвінея - Ефіопія - В'єтнам |  |

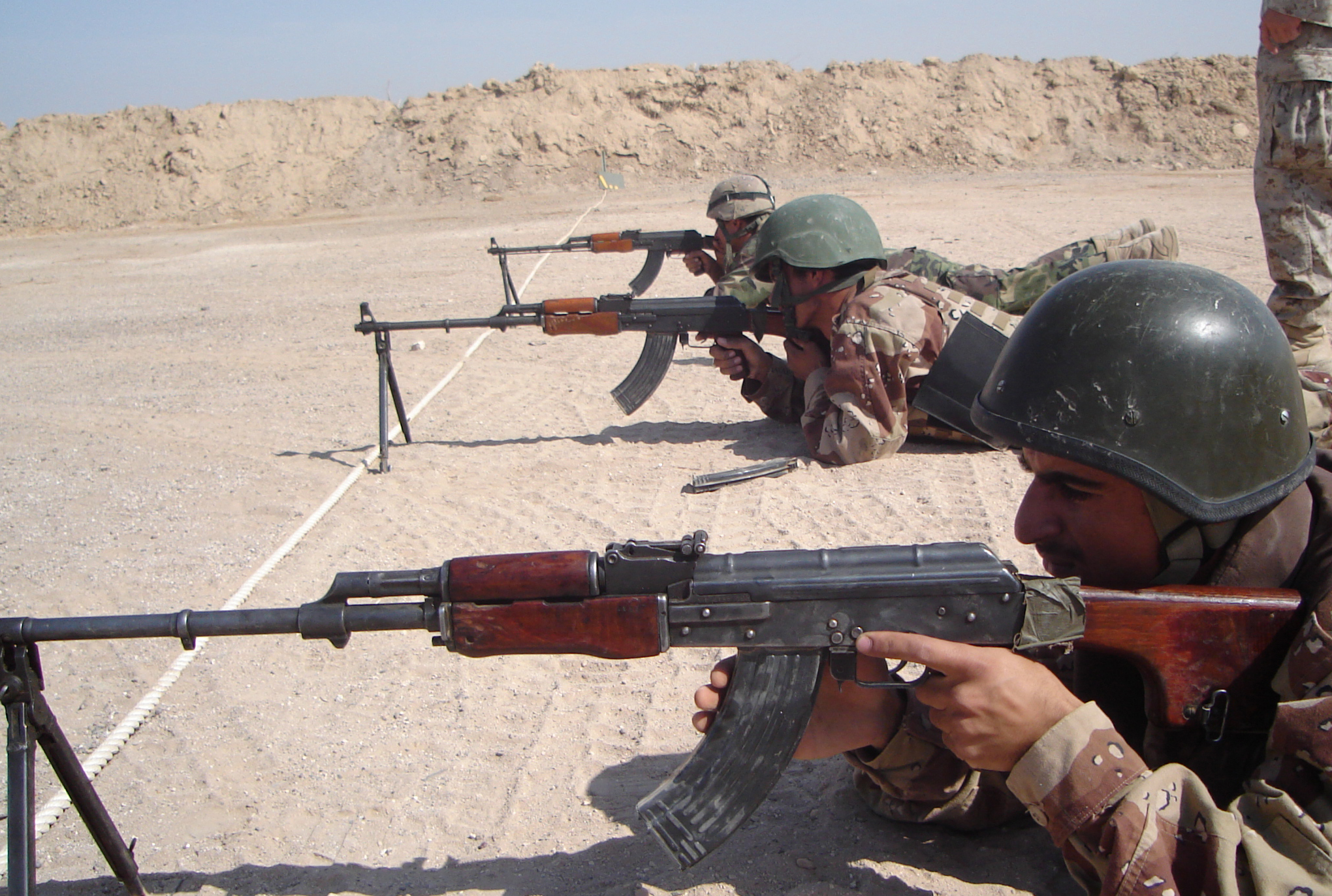
Іракські солдати тренуються стріляти з РПК

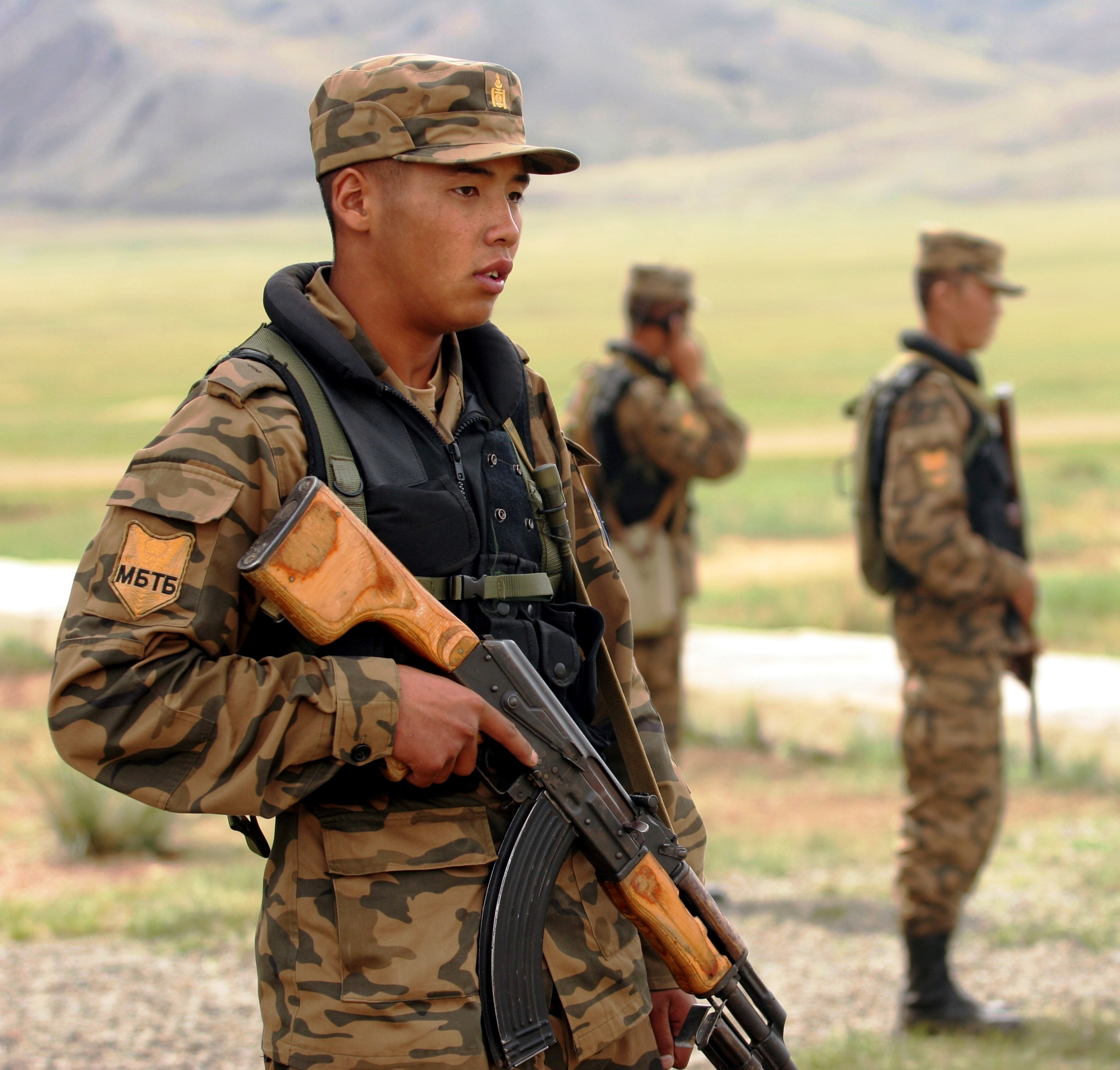
Монгольський солдат з РПК

## Збирання/розбирання РПК
Неповне розбирання РПК проводиться для чищення, змащення й огляду в такому порядку:
1. установка кулемета на сошку;
2. відокремлення магазина;
3. витягнення пенала з приладдям;
4. відокремлення шомпола;
5. відокремлення кришки ствольної коробки;
6. відокремлення поворотного механізму;
7. відокремлення затворної рами із затвором;
8. відокремлення затвора від затворної рами;
9. відокремлення газової трубки зі ствольною накладкою.

Збирання після неповного розбирання проводиться в зворотному порядку.
Повне розбирання РПК проводиться для чищення при сильному забрудненні, після знаходження кулемета під дощем або в снігу, при переході на нове змащення або ремонт в такому порядку:
1. неповне розбирання;
2. розбирання магазина;
3. розбирання поворотного механізму;
4. розбирання затвора;
5. розбирання ударно-спускового механізму;
6. відділення цівки.

Збирання після повного розбирання проводиться в зворотному порядку.
Рекомендується влітку (при температурі вище 5 °C) використовувати рушничне мастило і РЧС (розчин чищення стволів від нагару), а взимку (від +5 °C до — 50 °C) — рідке збройове мастило (для змащування і очищення від нагару), ретельно видаливши (промивши всі металеві частини в гасі або рідкому рушничному мастилі і витерши їх чистою ганчіркою) перед цим літнє мастило. Для зберігання на складі протягом тривалого часу кулемет змащується рідким рушничним мастилом, загортається в один шар інгібітованого, а потім в один шар парафінованого паперу.

## Оцінка
Потрібно відзначити, що як ручний кулемет РПК мав значні недоліки — малу місткість системи живлення, неможливість вести інтенсивний автоматичний вогонь з причини незмінного ствола і стрільби з закритого затвора.
Його основними перевагами були:
- висока ступінь уніфікації з штатним автоматом АКМ:[2] важливою є простота ремонту, розбирання та догляду. Продуманість, технологічна і конструктивна довершеність, своєрідна витонченість і порівняльна простота схеми з широким застосуванням принципу багатофункціональності деталей обумовлювали високу надійність роботи за будь-яких умов;
- дещо більша в порівнянні з АКМ дальність і точність стрільби (за рахунок довшого і дещо важчого ствола).